# Bohemian Heritage Fund
Bohemian Heritage Fund je český nadační fond individuálních mecenášů zaměřený na podporu umění. Vznikl v roce 2009. První akcí nadačního fondu byla výstava Light up the lights! (Světlo!) v Muzeu Kampa, zpracovávající životní dílo výjimečných divadelníků Roberta Wilsona a Josefa Svobody.
Zakladateli nadačního fondu byli JUDr. Pavel Smutný, který byl poté 15 let jeho prezidentem, JUDr. Jaromír Císař a JUDr. Petr Michal.
Bohemian Heritage Fund sdružuje významné individuální mecenáše české kultury a s jejich pomocí podporuje české umění, zejména za účelem jeho prosazení v zahraničí. Fond se zasazuje o ochranu stávajícího kulturního dědictví a vznik nového. Fond má také za cíl rozvoj mecenášství jako tématu a rozšíření veřejné diskuse o soukromých financích v umění.

## Cíle Bohemian Heritage Fund
- Ochrana a rozvoj národního kulturního dědictví a památek
- Podpora kulturních projektů, zejména v oblastech klasické hudby a výtvarného umění
- Kultivace a orientace české společnosti
- Popularizace mecenášství

## Hodnoty Bohemian Heritage Fund
- Kulturní identita
- Světovost
- Svoboda
- Exkluzivita
- Společenská odpovědnost

## Příklady projektů nadačního fondu v roce 2016
- Tisková konference k vydání kompletních Bachových skladeb pro klávesové nástroje v podání Zuzany Růžičkové, 30. 11. 2016 [4]
- Česká mše vánoční pro Svatovítské varhany, 3. 11. 2016 [5]
- Collegium 1704 a Missa Salisburgensis ve Versailles, 25. 9. 2016 [6]
- Výstava Tohle není poesie! (Zhroucení citů), Smetanova výtvarná Litomyšl, červen 2016 [7]
- Donátorský večer pro Magdalenu Koženou a Základní umělecké školy, 24. 2. 2016 [8]

## Statutární orgány

### Správní rada
Prezident
Viceprezident
- RNDr. Tomáš Paclík

Členové
- JUDr. Jaromír Císař
- JUDr. Petr Michal
- Ing. Pavel Kysilka, CSc.
- Dr. Ferdinand Trauttmansdorff

Revizor
- Ing. Jiří Čech

## Partnerské instituce
- Concentus Moraviae [9]
- Collegium 1704 [10]
- Opera Národního divadla [11]
- Mezinárodní operní festival Smetanova Litomyšl a Smetanova výtvarná Litomyšl [12]
- Ministerstvo kultury[13]
- Mezinárodní hudební festival Lípa Musica [14]
- Nadační fond Svatovítské varhany [15]